# Juin 1918 (guerre mondiale)
mai 1918 - juin 1918 - juillet 1918
- 4 juin : 
  - Signature de la paix de Batoum entre l'empire ottoman et les républiques d'Arménie, de Géorgie et d'Azerbaïdjan. Seul le général Arménien Andranik refuse de reconnaître le traité et se réfugie dans les montagnes du Karabakh et du Zankézour d'où il harcèle les Ottomans jusqu'à l'armistice de Moudros.

- 6 juin : 
  - Adolphe Guillaumat, commandant du front de Salonique, est rappelé en France pour être nommé gouverneur militaire de Paris. Ayant pris ses fonctions une année auparavant, il a contribué à faire des troupes alliées déployées dans les Balkans une armée efficace.
  - Louis Franchet d'Esperey, grand connaisseur des Balkans, lui succède. Cette nomination, décidée par Clemenceau, alors président du conseil français, entraîne des frictions avec les Britanniques.

- 9 juin : 
  - Déclenchement de la bataille du Matz. En dépit de succès initiaux, contrariés par des tirs d'artillerie, les Allemands échouent à percer le front français.
  - Offensive allemande entre Montdidier et Noyon vers Compiègne.

- 10 juin : 
  - Déclenchement de l'ultime offensive austro-hongroise du conflit, le long du Piave.

- 15 juin : 
  - Discours de Guillaume II à l'occasion du trentième anniversaire de son avènement, affirmant sa croyance dans la victoire du Reich.

- 21 juin :
  - Vasil Radoslavov, président du conseil et ministre des Affaires étrangères du royaume de Bulgarie, principal animateur du courant pro-allemand dans le royaume, est renvoyé par le Roi Ferdinand. Alexandre Malinov, moins germanophile, lui succède à la présidence du conseil des ministres et au ministère des affaires étrangères.

- 23 juin : 
  - Georges Clemenceau adresse au nouveau commandant français en Orient, Louis Franchet d'Espérey, des directives ordonnant de lancer une offensive contre la Bulgarie.

- 24 juin :
  - Discours au Reichstag de Richard von Kühlmann, secrétaire d'État du Reich aux affaires étrangères, émettant des doutes sur la victoire du Reich et se positionnant officiellement en faveur d'une paix de compromis. Prononcé sur un ton fatigué, le discours pousse les libéraux à se détacher de lui.

- 25 juin : 
  - Après des succès initiaux, les unités austro-hongroises sont repoussées sur leurs positions de départ le long du Piave.
  - Richard von Kühlmann se voit obligé, sous la pression des militaires, de se dédire des propos qu'il a tenus la veille ; ses soutiens parlementaires se désolidarisent de lui.

- 29 juin :
  - Les résultats de l'enquête sur les matières premières stratégiques, menée par les services du Reich à la guerre économique , sont adressés à leurs commanditaires : les approvisionnements du Reich et de ses alliés sont contrariés par le blocus allié.
  - Première inspection de Louis Franchet d'Espérey des positions tenues par les Serbes en Macédoine. Accompagné par le Prince Alexandre, il définit alors le point principal de la future offensive de rupture en cours de préparation.